# Aidia henryi
Aidia henryi (tên tiếng Việt: găng Henry) là một loài thực vật có hoa trong họ Thiến thảo. Loài này được (E.Pritz.) T.Yamaz. mô tả khoa học đầu tiên năm 1970.